# A Higher Place
 (novembre 2014).
Si vous disposez d'ouvrages ou d'articles de référence ou si vous connaissez des sites web de qualité traitant du thème abordé ici, merci de compléter l'article en donnant les références utiles à sa vérifiabilité et en les liant à la section « Notes et références ».
Albums de Born of Osiris
The New Reign
(2007) The Discovery
(2011)
A Higher Place est le premier album studio du groupe de deathcore américain Born of Osiris. L'album est sorti le 7 juillet 2009 sous le label Sumerian Records.
Cet album marque le début d'un certain succès pour le groupe. Il s'agit en effet du premier album de Born of Osiris à être entré dans le classement Billboard 200. Il a démarré à la 73e place du classement, en se vendant à plus de 6 000 exemplaires la semaine de sa sortie.

## Liste des morceaux
1. Rebirth – 1:26
2. Elimination – 2:05
3. The Accountable – 2:12
4. Now Arise – 3:52
5. Live Like I'm Real – 2:42
6. Starved – 2:46
7. Exist – 2:16
8. Put to Rest – 3:11
9. A Descent – 2:18
10. A Higher Place – 2:51
11. An Ascent – 3:21
12. Thrive – 2:41
13. Faces of Death – 2:28